# 굴레 (한복)

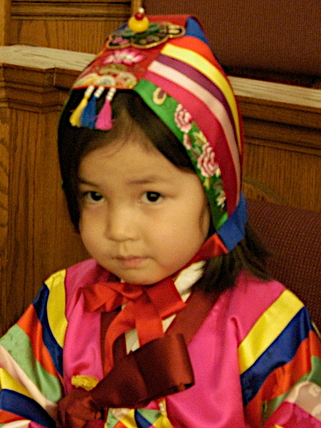
굴레를 쓴 어린 소녀

굴레는 아이가 한복을 입을 때 머리에 두르는 장식용 쓰개의 일종이다. 보통 여아에게 많이 씌웠으나 남자 아이들도 복건 대신 굴레를 쓰는 경우가 있었다. 조선 후기 상류층 가정에서 돌쟁이부터 4∼5세 남녀 어린이가 쓴 모자로서 복건과는 달리 천이 좀 더 두터워 방한기능을 갖고 있었다.
굴레는 조금 머리가 짧은 경우에 더 어울리는데 반가의 아이들에게 썼던 장신구라 진주나 비취 등 고가의 재물로 머리 가운데 부분에 장식을 하는 경우도 있었다.
개성지방에서는 혼례때 신부가 족두리나 화관 대신 쓰는 경우가 많았다고 한다.

## 같이 보기
- 아얌
- 족두리
- 한복
- 화관

## 참고 문헌
- 문화콘텐츠유통센터[깨진 링크(과거 내용 찾기)]
- 이화여자대학교섬유연구소